# Симфония № 4 (Сибелиус)
Симфония № 4 ля минор, опус 63 ― композиция Яна Сибелиуса, написанная между 1910 и 1911 годами. Была впервые исполнена 3 апреля 1911 года Хельсинкским филармоническим оркестром под управлением автора.
Примерная продолжительность композиции ― 35–40 минут.
В симфонию включены мотивы песни «Ворон», писавшейся Сибелиусом для певицы Айно Акте, но так и не завершённой.

## Состав оркестра
Симфония написана для 2 флейт, 2 гобоев, 2 кларнетов, 2 фаготов, 4 валторн, 2 труб, 3 тромбонов, литавр, колокольчиков и струнных.

## Структура
Произведение состоит из четырёх частей:
- 1. Tempo molto moderato, quasi adagio (ля минор)

- 2. Allegro molto vivace (фа мажор)

- 3. Il tempo largo (до-диез минор)

- 4. Allegro (ля мажор ― ля минор)